# Jack Parsons
Pour les articles homonymes, voir Parsons.
Ne doit pas être confondu avec Jacques Parsons.
Marvel Whiteside Parsons dit John Whiteside « Jack » Parsons, né le 2 octobre 1914 à Los Angeles et mort le 17 juin 1952 à Pasadena, est un inventeur, ingénieur et chimiste américain. Il est l'un des pionniers de la propulsion spatiale.

## Biographie
Parsons est associé au California Institute of Technology (Caltech) et est l'un des principaux fondateurs du Jet Propulsion Laboratory (JPL) et de l'Aerojet Engineering Corporation.
C'est aussi un célèbre occultiste connu pour avoir suivi les préceptes d'Aleister Crowley et pratiqué la magie sexuelle. C'est d'ailleurs selon ces préceptes que, de janvier à mars 1947, il va conduire une série d'expériences visant à provoquer une incarnation charnelle de Babalon.
Ces expériences sont connues sous le nom de Babalon Working (en) à la suite desquelles il publiera le livre de Babalon ou Liber 49 qu'il aurait écrit sous l'influence de Babalon au cours de ces expériences et qu'il clame être la suite du Livre de la Loi d'Aleister Crowley.